# 博讷唐
博讷唐（法語：Bonnetan，法語發音：[bɔntɑ̃]）是法国吉伦特省的一个市镇，属于波尔多区。

## 地理
博讷唐（44°49'16"N, 0°24'41"W）面积4.29 平方千米，位于法国新阿基坦大区吉倫特省，该省份为法国西南部沿海省份，是法國本土面积最大的省，北起滨海夏朗德省，西临大西洋，南至朗德省，东南接洛特-加龍省，东临多爾多涅省。
与博讷唐接壤的市镇（或旧市镇、城区）包括：萨勒伯夫、法尔格圣伊莱尔、利尼昂德波尔多、卢普、蓬皮尼亚克。

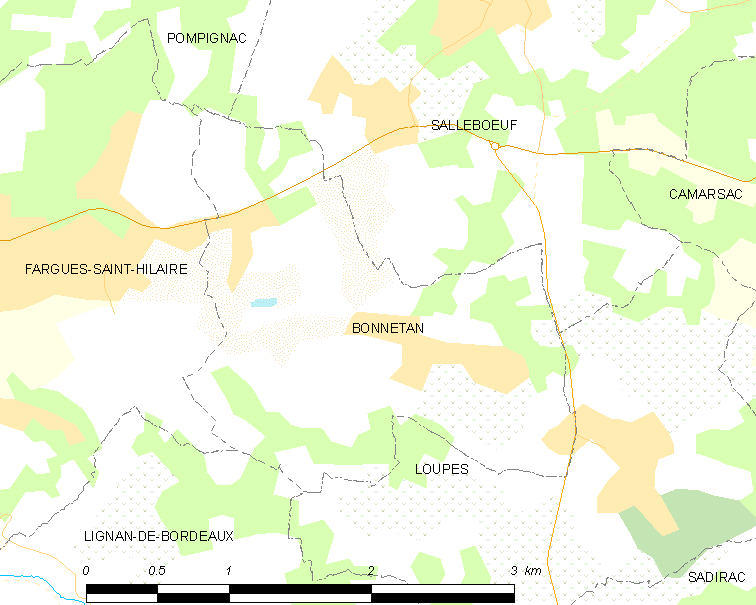
博讷唐的OSM定位图

博讷唐的时区为UTC+01:00、UTC+02:00（夏令时）。

## 行政
博讷唐的邮政编码为33370，INSEE市镇编码为33061。

## 政治
博讷唐所属的省级选区为克雷翁县。

## 人口

1962-2008年间博讷唐人口变化图示

博讷唐于2022年1月1日时的人口数量为1048人。